# Dialogo euro-arabo
Il dialogo euro-arabo è un'iniziativa geopolitica lanciata all'inizio del 1970 e basata in larga misura dalla politica araba della Francia.
L'idea di un dialogo euro-arabo ha preso forma nel 1973 in seguito alla guerra dello Yom Kippur e della prima crisi petrolifera, grazie al presidente francese Georges Pompidou e al suo ministro degli esteri Michel Jobert. Jobert affermò che il dialogo è basata su "sincerità" e non una "abilità". Le parti furono la Comunità economica europea (CEE) e la Lega Araba. È stata profondamente rivista la natura delle relazioni euro-arabe per realizzare una riforma radicale delle relazioni tra le parti sulla base dei principi di uguaglianza e del rispetto degli interessi individuali. Allo stesso tempo, il dialogo euro-arabo ha avuto un forte contenuto politico, volto a creare una cooperazione euro-araba contro la politica statunitense in Medio Oriente.